# Ivan Derado
Ivan „Ivo“ Derado (* 24. Oktober 1929 in Split, Königreich Jugoslawien; † 14. Juni 2021 in München) war ein jugoslawisch-deutscher Elementarteilchen-Physiker.

## Leben
Ivan Derados Eltern waren der Diplom-Chemiker Dr. Josip Mate Marko Bonifacio Derado und Milka (Milica Dušana) Derado, geb. Šperac. Er wuchs als dritter von vier Söhnen in seiner Geburtsstadt Split auf. Nach Absolvierung des Militärdienstes in der jugoslawischen Armee erlangte er 1952 am klassischen Gymnasium in Split die Hochschulreife. Im selben Jahr begann Ivan Derado an der Universität Zagreb Physik zu studieren. Im dritten Jahr seines Physikstudiums in Zagreb begann er 1955 als Stipendiat des Atomski Institut Ruđer Bošković mit der Diplomarbeit über das Beta-Spektrum von 204Tl. Ivan Derado erlangte 1957 das Diplom an der Mathematisch-Naturwissenschaftlichen Fakultät der Universität Zagreb mit der Note „sehr gut“. Im September 1957 ermöglichte ein Stipendium des Max-Planck-Instituts für Physik (MPI) die Übersiedlung nach Göttingen. Dort begann er in der Gruppe von Klaus Gottstein mittels der damals neuen Blasenkammer-Technik mit Untersuchungen von Elementarteilchen-Wechselwirkungen. Nach dem Umzug des MPI für Physik nach München arbeitete er dort weiter an seiner Doktorarbeit als Stipendiat der Alexander von Humboldt-Stiftung. Ab Herbst 1959 war Ivan Derado für ein Jahr als Stipendiat (Quote der Bundesrepublik) am CERN in Genf. Im Februar 1961 promovierte Derado an der Ludwig-Maximilians-Universität bei Werner Heisenberg mit der Dissertation Experimentelle und theoretische Untersuchungen von Pion-Proton-Wechselwirkungen bei 1 GeV mit summa cum laude. Während der Messungen ergaben sich erste Hinweise auf eine Meson-Resonanz.
Bis 1963 war Ivan Derado sowohl als wissenschaftlicher Angestellter an der Münchner Universität als auch am MPI für Physik und Astrophysik tätig. Ab November 1963 war er Assistant Professor, dann Associate Professor an der University of Notre Dame, Indiana, USA. 1966 ging Derado als Staff Member an das Stanford Linear Accelerator Center (SLAC) der Stanford University. Hier war er 1966 bis 1968 Gastprofessor und arbeitete in der Gruppe von Robert Mozley am Projekt Streamer-Kammer, um elektromagnetische Wechselwirkungen zu untersuchen.
1965 heiratete er die deutsche Biochemikerin Thea Köhler. Am 8. Februar 1968 erhielt er die deutsche Staatsangehörigkeit (BRD). Das ermöglichte ihm mit seiner Familie nach München zurückzukehren. Dort war er bis zu seiner Emeritierung 1994 am Max-Planck-Institut für Physik und Astrophysik als Gruppenleiter angestellt.

## Forschungsinteressen
Derados Forschungsbereich war die experimentelle Hochenergie-Physik und die Physik der Elementarteilchen. Seine Experimente, zumeist in internationalen Kollaborationen, wurden an den großen Teilchenbeschleunigern durchgeführt: Brookhaven National Laboratory, SLAC, CERN, DESY, Fermilab. Die Ergebnisse seiner mit Hilfe von Blasenkammern, Streamer- und Spurendriftkammern durchgeführten Experimente schlugen sich in zahlreichen wissenschaftlichen Publikationen nieder. Zu Studienaufhalten war er außerdem am Laboratoire de l'Accélérateur Linéaire (LAL) der Universität Paris-Süd, am Kernforschungszentrum von Saclay und dem in Dubna (JINR) und an der Universität Rom (La Sapienza).
Er befasste sich auch mit philosophischen Problemen der Physik und Solarenergie.

## Familie
Ivo Derado hatte mit seiner Frau Thea Derado, geb. Köhler, die Tochter Nadya Derado, den Sohn Tino Derado und vier Enkel.

## Veröffentlichungen (Auswahl)
- Two-particle correlations and the origin of intermittency in muon-nucleon interactions zusammen mit Gábor Jancsó und Norbert Schmitz, München Max-Planck-Inst. für Physik 1992, OCLC 75301391
- A study of fluctuations and correlations in deep inelastic muon nucleon scattering at 280 GeV, München Werner-Heisenberg-Inst. 1991, OCLC 75245826
- Multifractal properties of muon induced multiparticle production, München Max-Planck-Inst. für Physik 1991, OCLC 75276289
- Study of charged and neutral multiplicities associated with large transverse momentum π°'s [s] in proton-proton collisions in Nuclear Physics, 1978, OCLC 1185246206
- Charged-particle Multiplicity Distributions in pp collisions at ISR Energies in Nuclear Physics B, 129, 1977, S. 365–389
- Diffractive photoproduction of the ρ-meson in Nuclear physics, 1972, S. 542–554 OCLC 1183886542
- Investigation of intermittency in Muon-proton scattering at 280 GeV, München, Max-Planck-Institut für Physik und Astrophysik, 1967, OCLC 75153376
- Robert Hofstadter (Hrsg.): Nuclear and Nucleon Structure. W. A. Benjamin, 1963 (englisch).
- Experimentelle und theoretische Untersuchungen von Pion-Proton-Wechselwirkungen bei 1 GeV, Dissertation, 1961, OCLC 56861206
- Experimental evidence for the pion-pion interaction at 1 GeV. In: Il Nuovo Cimento. Nr. 15, 1960, S. 853–855, doi:10.1007/BF02732703 (englisch).
- [Pi] P phase shift analysis with D-waves zusammen mit Remigius van de Walle, Genève: Organisation Européenne pour la Recherche Nucléaire, CERN, 1960, OCLC 314203934

### Theologische und philosophische Betrachtungen
- Stari i novi pogledi iz Rima (Alte und neue Ansichten aus Rom) Crkva u svijetu, 1995, hrcak.srce.hr
- Vjera i nevjera u društvu, teologiji i prirodnim znanostima (Glaube und Unglaube in Gesellschaft, Theologie und Naturwissenschaften) Crkva u svijetu, 1993, hrcak.srce.hr